# Ездунья
Ездунья — деревня в Сямженском районе Вологодской области.
Входит в состав Коробицынского сельского поселения, с точки зрения административно-территориального деления — в Голузинский сельсовет.
Расстояние до районного центра Сямжи по автодороге — 51 км, до центра муниципального образования Георгиевской по прямой — 10 км. Ближайшие населённые пункты — Климушино, Сидорово, Евсютино.
По переписи 2002 года население — 13 человек.